# 张文魁 (1961年)
张文魁（1961年7月—），男，藏族，青海祁连人，中华人民共和国政治人物，曾任中共海南藏族自治州委书记，现任青海省政协副主席，中共十九大代表。

## 生平
2001年3月，任黄南藏族自治州人民政府副州长；2006年9月，任黄南州委副书记；
2010年4月，任海南藏族自治州人民政府州长；2013年5月至2021年3月，任海南州委书记；
2018年1月，任青海省政协副主席。